# Sistema legacy
Un sistema legacy, in informatica, è un sistema informatico, un'applicazione o un componente obsoleto, che continua ad essere usato poiché l'utente (di solito un'organizzazione) non intende o non può rimpiazzarlo. Legacy equivale a versione "retrodatata" (rispetto ai sistemi/tecnologie correnti). In italiano  può essere tradotto con "obsoleto", "vecchio" o "fuori commercio".
Viene impiegata anche l'espressione "tecnologia legacy" in alternativa a sistema legacy.

## Ambiti di applicazione
Un sistema legacy inerisce alla produttività individuale o aziendale. In alcuni casi ricorrere alla versione/ambiente legacy è obbligatorio per poter accedere a determinate condizioni/ambienti operativi (ad esempio può accadere nella configurazione di avvio del computer oppure quando occorra installare dispositivi hardware obsoleti). In pratica: modalità di avvio legacy nel BIOS per aggirare le impostazioni UEFI oppure l'utilizzo di driver legacy per poter utilizzare una periferica datata su sistemi operativi più recenti.

## Altre indicazioni sul termine
Con questo termine si ricomprendono:
- i sistemi IT che utilizzano tecnologie meno recenti (di solito si tratta di sistemi informatici con architettura hardware centralizzata, ovvero con un mainframe) oppure periferiche o componenti elettronici di impianti industriali o macchine professionali datati e per questo motivo sono molto difficili da interfacciare con i sistemi più recenti. Per tale interfacciamento si può ricorrere a sistemi middleware, ma il costoso utilizzo di questi ultimi spesso decreta la sostituzione del legacy con tecnologie odierne.

- i sistemi antiquati, che vengono mantenuti come tecnologie legacy soprattutto per ragioni connesse ai costi storici sostenuti per la loro implementazione e per evitare di sobbarcarsi nuove spese per la migrazione a sistemi più avanzati.